# Sennaja Ploschtschad

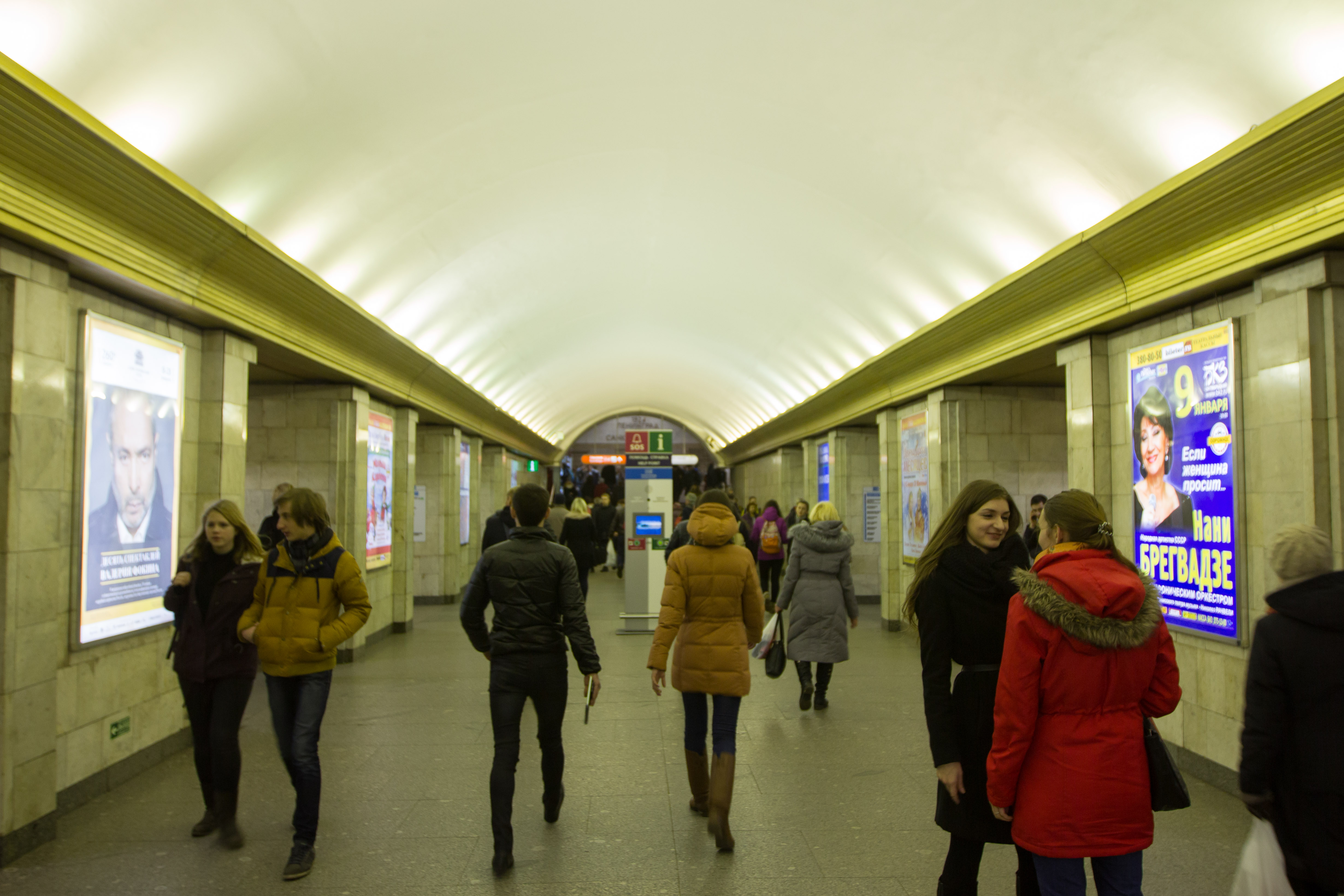
Bahnsteighalle

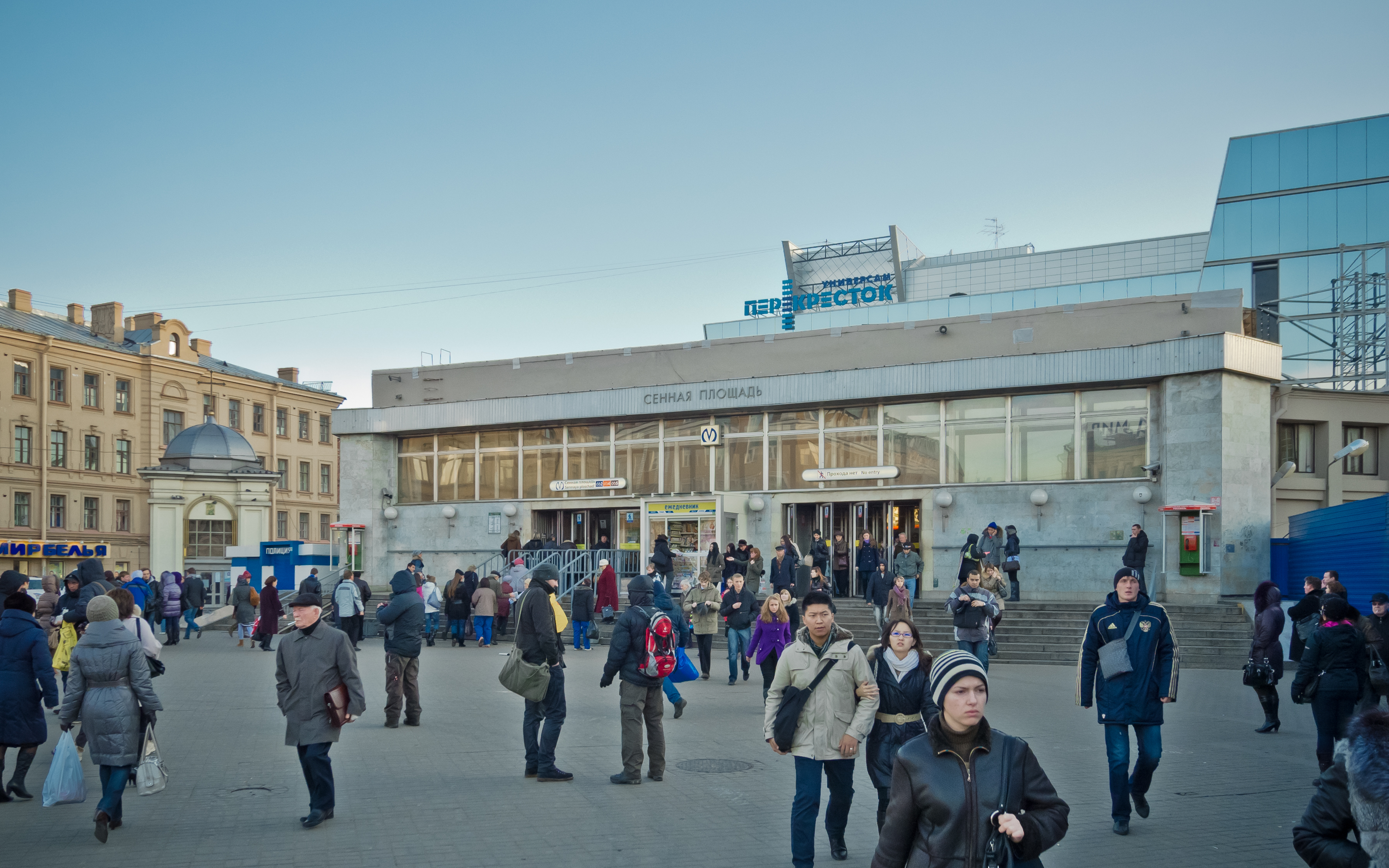
Vestibül (2011)

Sennaja Ploschtschad (russisch Сенная площадь) ist ein U-Bahnhof der Linie 2 der Metro Sankt Petersburg, der im südlichen Stadtzentrum von Sankt Petersburg (Russland) gelegen ist.
Der Bahnhof ist nach dem gleichnamigen Platz an diesem Ort benannt.
Es gibt Umsteigemöglichkeiten zur Linie 4 (Station Spasskaja) und zur Linie 5 (Station Sadowaja).